# Пхеньянский железнодорожный музей
Пхеньянский железнодорожный музей (кор. 철도성혁명사적관) — музей, посвящённый истории железных дорог КНДР. Музей расположен рядом с главным пхеньянским вокзалом.
Основная тематика музея — роль железных дорог в корейской войне и восстановление и модернизация (в том числе, электрификация) железных дорог после войны. Особое внимание уделяется руководящей роли Ким Ир Сена и Ким Чен Ира. История железных дорог представлена в виде монументальных фресок и панорам (железные дороги во время войны, электрификация). Также в музее представлены образцы исторического подвижного состава, в том числе паровоз, электровоз, секция электропоезда.

## Галерея

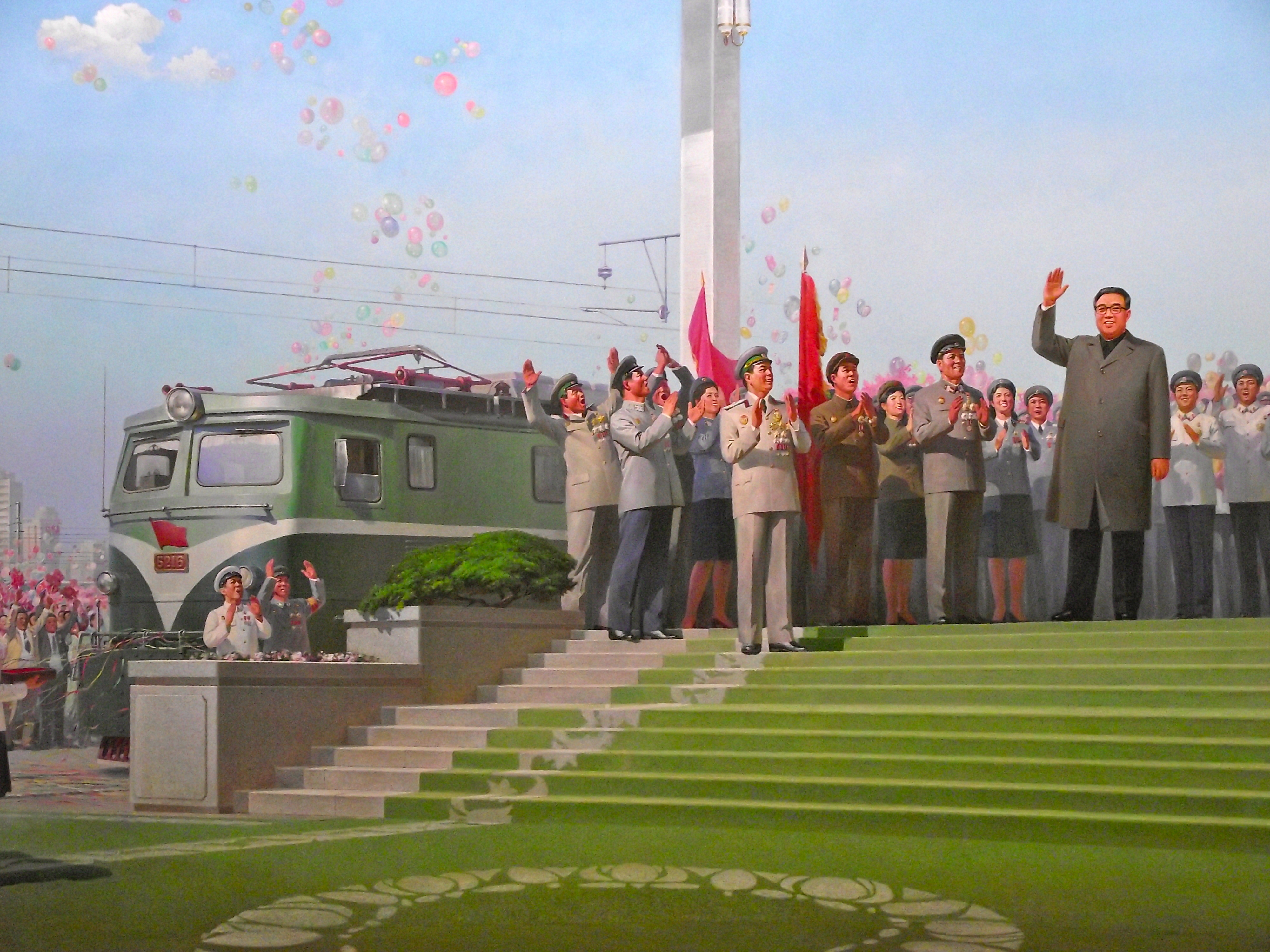
Фрагмент фрески в музее
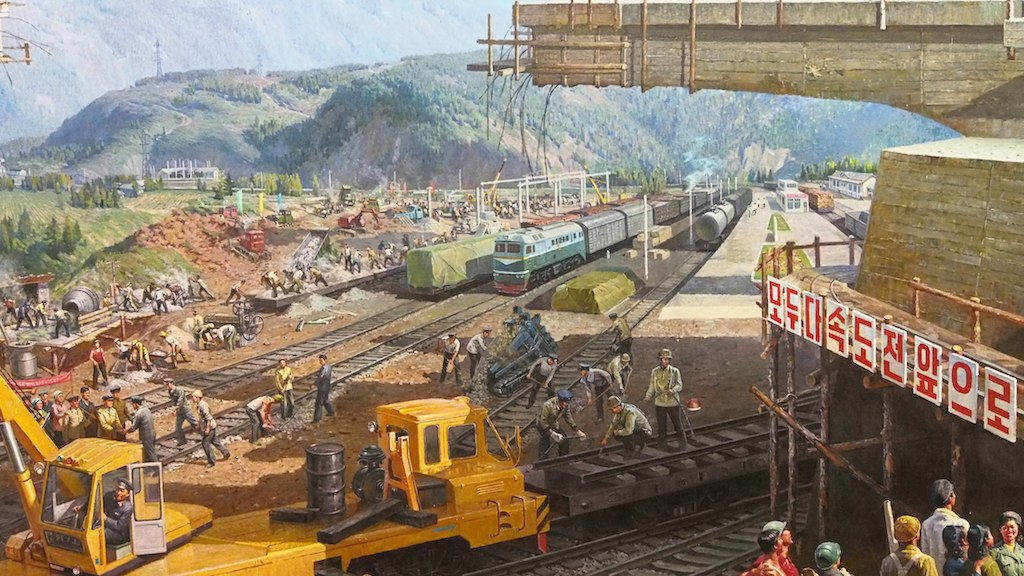
Фрагмент панорамы в музее
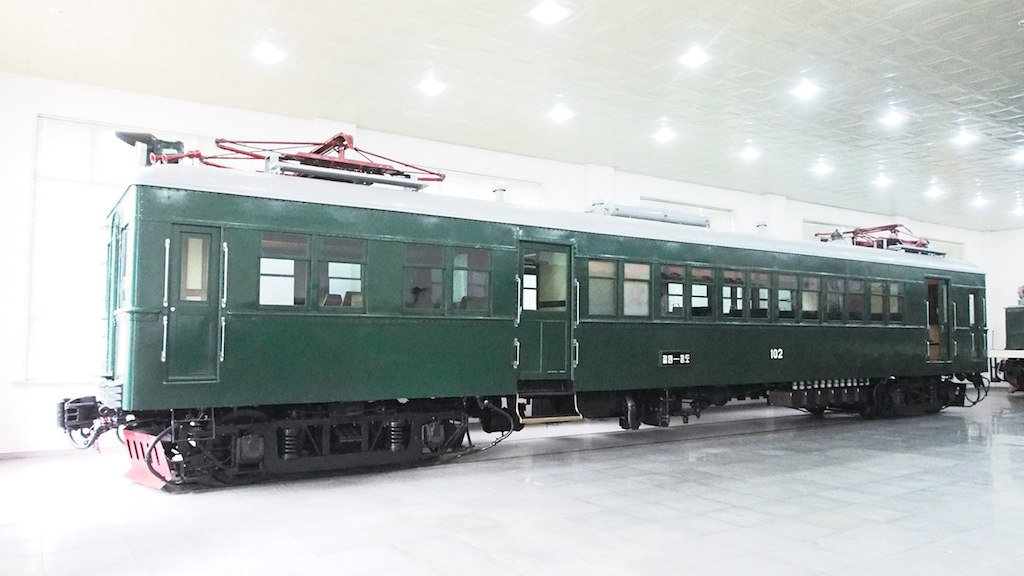
Секция электропоезда в музее